# David Venditti
Pour les articles homonymes, voir Venditti.
Pas d'image ? Cliquez ici

a Compétitions nationales et continentales officielles uniquement.

b Matchs officiels uniquement.
David Venditti, né le 1er juin 1973 à Bellegarde-sur-Valserine (Ain), est un joueur de rugby à XV, qui a joué avec l'équipe de France de 1996 à 2000, évoluant au poste de trois-quarts aile ou trois-quarts centre (1,88 m pour 101 kg).

## Biographie
Le 25 janvier 1997, il joue avec le CA Brive la finale de la Coupe d'Europe (première édition avec les clubs anglais) à l'Arms Park de Cardiff face au Leicester Tigers, les brivistes s'imposent 28 à 9 et deviennent les deuxièmes champions d'Europe de l'histoire après le Stade toulousain en 1996. La saison suivante, il revient en finale avec le CA Brive au Parc Lescure de Bordeaux face à Bath mais les Anglais s'imposent 19 à 18.
Le 19 mai 2001, il est remplaçant avec le Stade français en finale de la Coupe d'Europe au Parc des Princes à Paris face au Leicester Tigers, il entre sur le terrain à la 76e à la place de Cliff Mytton mais les Anglais s'imposent 34 à 30 face aux parisiens.
À la fin de sa carrière en 2006, il entraîne les lignes arrière de l'USA Limoges (Pro D2) pendant moins d'une saison. En avril 2007, il est démis de ses fonctions, le club étant alors relégable mais qui est alors  repêché en Pro D2 grâce à la relégation administrative de Gaillac. Lors de la saison 2007-2008 il reprend du service au club de l'US Souillac dans le Lot.
Enfin, au mois de janvier 2009, David Venditti a annoncé sa retraite à cause de plusieurs blessures.

## Carrière

### Joueur, en club
- ? - 1992 : Union Sportive Bellegarde-Coupy
- 1992 - 1996 : CS Bourgoin-Jallieu
- 1996 - 2000 : CA Brive
- 2000 - 2002 : Stade français Paris
- 2002 - 2006 : CS Bourgoin-Jallieu
- 2006 : arrêt
- 2007-2009 : US Souillac

Détail de ses participations dans les championnats européens :
- 1996-1997 - Coupe d'Europe avec Brive
- 1997-1998 - Coupe d'Europe avec Brive
- 1998-1999 - Challenge européen avec Brive
- 1999-2000 – Challenge européen avec Brive
- 2000-2001 - Coupe d'Europe avec Stade français
- 2001-2002 - Coupe d'Europe avec Stade français
- 2002-2003 - Coupe d'Europe avec Bourgoin
- 2004-2005 - Coupe d'Europe avec Bourgoin
- 2005-2006 – Coupe d'Europe avec Bourgoin

### En équipe nationale
Il a disputé son premier test match le 20 avril 1996, contre l'équipe de Roumanie, et son dernier test match fut contre l'équipe d'Italie, le 1er avril 2000.
Il a disputé les quatre matchs du Grand Chelem de la France en 1997, terminant meilleur marqueur d'essais de la compétition à égalité avec Laurent Leflamand.

### Avec les Barbarians
Le 1er novembre 1995, il est invité avec les Barbarians français pour jouer contre la Nouvelle-Zélande à Toulon. Les Baa-Baas s'inclinent 19 à 34. Le 23 novembre 1996, il joue de nouveau avec les Barbarians français contre l'Afrique du Sud à Brive. Les Baa-Baas s'imposent 30 à 22.

### Entraîneur, en club
- Limoges rugby juillet 2006-avril 2007

## Statistiques

### Tournoi des Cinq/Six Nations
| Édition           | Rang | Résultats France | Résultats Venditti | Matchs Venditti |
| ----------------- | ---- | ---------------- | ------------------ | --------------- |
| Cinq Nations 1997 | 1    | 4 v, 0 n, 0 d    | 4 v, 0 n, 0 d      | 4/4             |
| Six Nations 2000  | 2    | 3 v, 0 n, 2 d    | 3 v, 0 n, 1 d      | 4/5             |

Légende : v = victoire ; n = match nul ; d = défaite ; la ligne est en gras quand il y a Grand Chelem.

## Palmarès

### En club
Avec le CA Brive
- Coupe d'Europe :
  - Vainqueur (1) : 1997
  - Finaliste (1) : 1998
- Coupe de France :
  - Finaliste (1) : 2000 avec Brive

Avec le Stade français
- Coupe d'Europe : 
  - Finaliste (1) : 2001

Avec Bourgoin
- Challenge Sud Radio :
  - Finaliste (1) : 2003

### En équipe nationale
- Sélections en équipe nationale : 14
- 6 essais, 30 points
- Sélections par année : 3 en 1996, 7 en 1997, 4 en 2000
- Tournois des Cinq Nations disputés : 1997, 2000
- Grand Chelem de la France en 1997